# Джозеф Фарґіс
Джозеф Фарґіс (англ. Joseph Fargis, 2 квітня 1948) — американський вершник.
Олімпійський чемпіон 1984 (індивідуальний конкур), 1984 (командний конкур) років, срібний призер 1988 року в командному конкурі.
Переможець Панамериканських ігор 1975 року в командному конкурі.